# Bad Religion
Bad Religion (рус. Дурная религия) — американская панк-рок-группа, образованная в Лос-Анджелесе, штат Калифорния, в 1980 году. В текстах песен группы затрагиваются темы религии, политики, общества, СМИ и науки. В музыкальном плане группа известна своей мелодичностью и активным использованием трёхголосных вокальных гармоний. Состав группы неоднократно менялся. Единственным постоянным участником был вокалист Грег Граффин, хотя другие основатели группы, Джей Бентли и Бретт Гуревич, также были её участниками на протяжении бо́льшей части её истории, а гитарист Брайан Бейкер был членом группы с 1994 года. Гитарист Майк Димкич и барабанщик Джейми Миллер были участниками группы с 2013 и 2015 годов соответственно. На сегодняшний день Bad Religion выпустили семнадцать студийных альбомов, два концертных альбома, три сборника, три мини-альбома и два концертных DVD. Они считаются одной из самых продаваемых панк-рок-групп всех времён, продавшей более пяти миллионов альбомов по всему миру.
В 1980-х и начале 1990-х годов Bad Religion обрели популярность в андеграундных кругах и заслужили похвалу критиков благодаря релизам на лейбле Гуревича Epitaph Records. В 1993 году группа подписала контракт с крупным лейблом Atlantic Records и добилась успеха в мейнстриме. Bad Religion стали первопроходцами в возрождении панк-рока в 1990-х годах, создав формулу для калифорнийских панк-групп, таких как Green Day и подписанные на Epitaph группы The Offspring, NOFX и Rancid. Они также упоминаются как источник вдохновения или оказавший влияние на поп-панк, скейт-панк, пост-хардкор, скримо и эмо сцены 1990-х и 2000-х годов.
Atlantic переиздала ранее выпущенный на Epitaph альбом Recipe for Hate (1993 г.), который стал коммерчески успешным, как и его продолжение Stranger than Fiction (1994 г.). В Stranger than Fiction вошли некоторые из самых известных хитов Bad Religion, в том числе «Infected», «Stranger than Fiction» и перезаписанная версия «21st Century (Digital Boy)» (оригинальная версия этой песни вышла четырьмя годами ранее в альбоме Against the Grain); позже альбом получил золотой статус как в США, так и в Канаде. Незадолго до выхода Stranger than Fiction Гуревич покинул Bad Religion, чтобы полностью посвятить себя управлению своим лейблом Epitaph, и его место занял Брайан Бейкер. К концу 1990-х годов популярность группы постепенно пошла на спад, и после выпуска ещё трёх альбомов в 2001 году они были исключены из лейбла Atlantic. В результате Bad Religion вернулись на Epitaph, а Гуревич снова присоединился к группе. С тех пор их популярность снова возросла: песни «Sorrow», «Los Angeles Is Burning» и «The Devil in Stitches» вошли в топ-40 чартов США, а их шестнадцатый студийный альбом True North (2013 г.) стал первым альбомом Bad Religion, попавшим в топ-20 чарта Billboard 200, где он занял 19-е место. Семнадцатый студийный альбом группы Age of Unreason вышел 3 мая 2019 года.

## История

### Формирование и ранние записи (1980—1983 гг.)
Группа Bad Religion была основана в Лос-Анджелесе, штат Калифорния, в 1980 году старшеклассниками Грегом Граффином, Джеем Бентли, Джеем Зискраутом и Бреттом Гуревичем. Их первое публичное выступление состоялось на складе в Фуллертоне, штат Калифорния, или в Санта-Ане, штат Калифорния на разогреве у группы Social Distortion, где они исполнили шесть-восемь песен. Их первое официальное выступление состоялось 11 ноября 1980 года в баре Joey Kills в Бербанке, штат Калифорния. Граффин рассказывал, что название Bad Religion появилось, когда участники группы, которые тогда были подростками, хотели «вывести людей из себя».
В 1981 году группа выпустила одноимённый мини-альбом из шести песен на 7-дюймовой пластинке на недавно созданном лейбле Epitaph Records, которым управлял и продолжает управлять Гуревич. В том же 1981 году группа приступила к записи своего первого полноформатного альбома How Could Hell Be Any Worse? Во время записи этого альбома группу покинул барабанщик Джей Зискраут, и его место занял Пит Файнстоун. Альбом How Could Hell Be Any Worse? был выпущен в 1982 году и также распространялся группой под лейблом Epitaph. Было продано около 12 000 копий.

### Into the Unknown,Back to the Knownи перерыв (1983—1985 гг.)
В 1983 году группа выпустила Into the Unknown — клавишный альбом в стиле прогрессивного хард-рока с немного замедленным темпом. Почти все альбомы, выпущенные группой, были распроданы со склада, на котором они находились, без ведома группы, после чего этот альбом вышел из печати. Этот инцидент, а также всё более противоречивая личная жизнь участников группы привели к временному распаду группы вскоре после выхода альбома.
Вскоре после этого Граффин собрал Bad Religion с участием гитариста Circle Jerks Грега Хетсона, который заменил Гуревича, отправившегося на реабилитацию из-за проблем с наркотиками. Bad Religion вернулись к более мягкому, рок-н-ролльному варианту своего оригинального звучания с мини-альбомом Back to the Known. В конце концов, в середине 1985 года группа распалась.

### Воссоединение,Suffer,No Control,Against the GrainиGenerator(1986—1992 гг.)
Группа Bad Religion постепенно реформировалась в 1986 году, когда Граффин позвонил Бентли и попросил его вернуться. Бентли сначала сомневался, но после того, как его заверили, что в сет-листе будут в основном песни из альбома How Could Hell Be Any Worse?, он согласился выступить на одном концерте и в итоге остался, потому что ему «было очень весело». Недавно реабилитировавшегося Гуревича в конце концов убедили вернуться в группу, и вместе с Питом Файнстоуном, который снова стал барабанщиком, и Грегом Хетсоном, который снова стал вторым гитаристом, Bad Religion вернулись на сцену. Этот состав записал третий альбом группы Suffer, который вышел в 1988 году. Альбом получил положительные отзывы в независимой музыкальной прессе и был признан лучшим альбомом года такими изданиями, как Trust, Maximumrocknroll и Flipside.
Во время тура Suffer в 1988 году Bad Religion приступили к написанию нового материала. В начале 1989 года, когда у группы был перерыв в гастролях, они приступили к работе над своим следующим альбомом и в июне того же года отправились в студию Westbeach Recorders для его записи. Получившийся в результате альбом No Control был выпущен в ноябре 1989 года и стал самым продаваемым альбомом Bad Religion на тот момент, разошедшись тиражом более 80 000 копий.
Хардкор-панк-стиль Bad Religion продолжился в их следующем альбоме Against the Grain, который вышел в 1990 году. Хотя этот альбом так и не вывел группу на массовый уровень, он стал первым альбомом, разошедшимся тиражом в 100 000 экземпляров, и показал, как быстро они развивались. «21st Century (Digital Boy)», один из треков альбома, считается самой известной песней группы и исполняется почти на каждом концерте.
Барабанщик Пит Файнстоун снова покинул Bad Religion в апреле 1991 года, чтобы сосредоточиться на другой своей группе, The Fishermen, которая подписала контракт с крупным лейблом. Его место занял Бобби Шайер. В мае 1991 года Bad Religion отправились в студию Westbeach Recorders, чтобы начать запись материала для своего шестого студийного альбома Generator, который вышел только в марте 1992 года. Альбом был записан практически вживую в студии, потому что в то время Гуревич переехал в более просторное помещение Westbeach, и впервые вся группа могла играть в студии одновременно. Он заявил, что «пришло время перемен» и группа «сделала это в другой студии, но что касается написания песен, то это была намеренная попытка попробовать что-то новое». В поддержку альбома Bad Religion сняли свой первый клип на песню «Atomic Garden», которая также стала их первым синглом.
В связи с успехом группы Bad Religion в 1991 году выпустили сборник 80-85. Это переиздание их дебютного альбома How Could Hell Be Any Worse?, двух мини-альбомов (Bad Religion и Back to the Known), а также трёх треков группы для мини-альбома Public Service. В этот сборник не вошёл альбом Into the Unknown. Альбом 80–85 больше не издаётся, его заменила переизданная в 2004 году версия How Could Hell Be Any Worse? с тем же списком треков.

### Массовый успех и уход Гуревича (1993—1995 гг.)
Когда альтернативный рок и гранж стали мейнстримом, Bad Religion подписали контракт с Atlantic Records в 1993 году и в том же году переиздали на этом лейбле свой седьмой полноформатный студийный альбом Recipe for Hate. Несмотря на неоднозначные отзывы музыкальных критиков, альбом наконец-то вывел Bad Religion на широкую аудиторию и обеспечил им самую высокую позицию в чартах США на сегодняшний день: он дебютировал на 14-м месте в чарте Billboard Heatseekers, а песни «American Jesus» и «Struck a Nerve» стали главными хитами рок-радио в то время. Во время тура Recipe for Hate группа выступала на разогреве у нескольких коллективов, в том числе у панк-группы Green Day, подписавшей контракт с лейблом Lookout! Records.
За альбомом Recipe for Hate последовал восьмой студийный альбом Bad Religion — Stranger than Fiction. После выхода в сентябре 1994 года альбом получил высокие оценки критиков и стал самым успешным альбомом группы на тот момент. В него вошли такие хиты, как «Stranger than Fiction», «Infected» и перезаписанная песня «21st Century (Digital Boy)», которая изначально была выпущена в альбоме Against the Grain. Группа также записала песню «Leaders and Followers» (которая позже вышла в качестве бонус-трека в японской версии альбома Stranger than Fiction) для саундтрека к фильму Кевина Смита «Клерки». Это был первый альбом Bad Religion, попавший в Billboard 200. Он занял 87-е место в чарте и 4 марта 1998 года получил золотой сертификат за продажи более полумиллиона копий. Благодаря успеху этого альбома Bad Religion стали одной из ключевых групп коммерческого панк-рока 1990-х наряду с Green Day и другими группами из Epitaph Records, такими как The Offspring, Rancid и NOFX.
Гуревич покинул группу незадолго до выхода Stranger than Fiction. Официальной причиной своего ухода он назвал то, что ему приходилось проводить всё больше времени в Epitaph Records, поскольку The Offspring (которые только что выпустили альбом Smash, неожиданно ставший успешным и получившим признание) стали одной из самых популярных групп середины 1990-х. Гуревич, как и многие фанаты, обвинил группу в том, что она продалась, покинув Epitaph Records в поисках большего финансового успеха. По мере нарастания напряжённости Граффин во время концертов исполнял альтернативные тексты, например: «I want to know where Brett gets his crack» или «I want to know why Gurewitz cracked» в песне «Stranger than Fiction». Эти колкости касались проблем Гуревича с крэком, героином и другими зависимостями, которые преследовали его годами. Бретт рассказал о своём употреблении наркотиков в интервью для документального фильма о туре Suffer Tour, Along the Way, и заявил, что он чист и трезв. В ответ Гуревич записал с новой группой Daredevils песню под названием «Hate You».
Гуревича на посту гитариста сменил Брайан Бейкер, бывший участник групп Minor Threat, Dag Nasty и Junkyard. Бейкер отказался от места в группе R.E.M., чтобы присоединиться к Bad Religion. После ухода Гуревича Граффин стал основным автором песен Bad Religion (первоначально обязанности по написанию песен были разделены между ними).

### Период после Гуревича, уход Бобби Шайера (1996—2000 гг.)
Bad Religion продолжили гастролировать и записываться без Бретта Гуревича, выпустив ещё три альбома на лейбле Atlantic, начиная с The Gray Race (1996 г.), спродюсированного бывшим фронтменом группы The Cars Риком Окасеком. Несмотря на то, что этот альбом не привлёк столько внимания, сколько Stranger than Fiction, он принёс Bad Religion небольшой успех на американском радио благодаря песне «A Walk», а также европейскому релизу «Punk Rock Song».
В 1998 году Bad Religion выпустили свой десятый полноформатный альбом No Substance, спродюсированный Алексом Периаласом, Ронни Кимбаллом и самими участниками группы. Несмотря на то, что музыкальные критики и фанаты с нетерпением ждали выхода альбома, учитывая предыдущий успех группы Stranger than Fiction и The Gray Race, он получил смешанные отзывы как от критиков, так и от фанатов. После выхода No Substance группа отправилась в годичный тур.
В 1999 году Гуревич воссоединился с Граффином, чтобы вместе написать песню «Believe It», которая вошла в их следующий альбом The New America (2000 г.). Продюсером этого нового альбома стал Тодд Рандгрен, который был одним из первых музыкальных вдохновителей Граффина: «Тодд был своего рода андеграундной сенсацией в 1974 году. Этот парень создавал поп-музыку, но такую, которую не услышишь по радио. Моя ранняя музыкальная идентичность во многом сформировалась под влиянием того, как он себя вёл». Летом 2000 года они отправились в успешный трёхмесячный тур по США, выступая на разогреве у Blink-182. Интерес к записи альбома угас из-за плохого отношения Рандгрена к работе. Джей Бентли вспоминает об этом так: «Я чувствовал, что мы никуда не продвигаемся, и Грег тоже. Тодду не нравился Грег, и это его очень злило! Он встретил своего кумира, а тот оказался уёбком! Я не думаю, что Тодду было на все наплевать». Однако позже Граффин написал в своей книге «Эволюция анархии», что, хотя с Рундгреном было сложно работать, они с Граффином до сих пор дружат. Тем временем Бобби Шейер покинул группу из-за серьёзной травмы плеча, и его место занял Брукс Вакерман (экс-Suicidal Tendencies).

### Возвращение к Epitaph Records и воссоединение с Гуревичем (2001—2004 гг.)
В 2001 году Bad Religion ушли с лейбла Atlantic Records. Они вернулись на Epitaph Records, и Бретт Гуревич снова присоединился к группе. Расширенный состав из шести человек записал и выпустил альбом The Process of Belief (2002 г.). Граффин сказал следующее: «Я был немного разочарован, когда он ушёл из группы, но между нами никогда не было серьёзной вражды. Не могу сказать того же о других участниках группы. Но мы с ним, как авторы песен, хотели попробовать ещё раз».
Их следующий альбом The Empire Strikes First вышел в июне 2004 года. Как и The Process of Belief, он был воспринят фанатами как возвращение к более быстрому написанию песен в стиле панк, которое, по мнению некоторых, было менее заметно в музыке группы во время её пребывания на лейбле Atlantic.
В апреле 2004 года группа также переиздала в цифровом формате все свои первые шесть студийных альбомов на лейбле Epitaph Records (кроме Into the Unknown). Альбом How Could Hell Be Any Worse? Переиздание, хотя и сохранило оригинальное название дебютного альбома группы, содержало тот же материал, что и ранее выпущенный сборник 80-85, включая их первый мини-альбом Public Service (с другими версиями песен Bad Religion, Slaves и Drastic Actions, чем в одноимённом мини-альбоме) и мини-альбом Back to the Known. Одновременно с переизданием они впервые выпустили на DVD давно не издававшийся концертный VHS-фильм «Along the Way». Однако альбом Recipe for Hate не мог быть переиздан, несмотря на то, что изначально он был выпущен на лейбле Epitaph, из-за того, что он уже был переиздан на лейбле Atlantic, а проблемы с правами собственности делали переиздание маловероятным.

### New Maps of Hell(2005—2008 гг.)
7 марта 2006 года вышел концертный DVD Live at the Palladium. На этом DVD было представлено живое выступление в конце 2004 года в Голливуд Палладиуме, а также обширные интервью, несколько музыкальных клипов и фотогалерея. В одном из интервью гитарист Бретт Гуревич сказал, что следующий альбом группы будет двойным, но этого не произошло.
Грег Граффин выпустил свой второй сольный альбом Cold as the Clay 11 июля 2006 года.
Четырнадцатый студийный альбом Bad Religion New Maps of Hell вышел 10 июля 2007 года. 29 июня того же года (в день 46-летия Грега Хетсона) лейбл Epitaph Records начал продавать New Maps of Hell на фестивале Warped Tour в Помоне, штат Калифорния. Альбом имел коммерческий успех и породил три хита: «Honest Goodbye», «Heroes and Martyrs» и «New Dark Ages». В результате New Maps of Hell занял 35-е место в Billboard 200, что стало самым высоким показателем Bad Religion в чартах. В поддержку альбома группа приняла участие в Warped Tour 2007.
Хетсон сформировал супергруппу под названием Black President, в которую вошли Чарли Полсон (из Goldfinger), Джейсон Кристофер, Уэйд Юман (оба из Unwritten Law) и Кристиан Мартуччи (из группы Ди Ди Рамона имени себя).
В начале марта 2008 года Bad Religion отыграли несколько концертных программ в концертных залах House of Blues в Южной Калифорнии, а также в Лас-Вегас-Стрипе. В мае и июне они выступили на четырёх европейских фестивалях.
8 июля 2008 года группа Bad Religion выпустила свой первый в истории делюкс-версию альбома — переиздание текущего на тот момент альбома New Maps of Hell. Она включала оригинальный диск с 16 песнями, а также семь новых акустических треков, записанных Граффином (вокал/гитара) и Гуревичем (гитара/бэк-вокал). Три акустические песни были написаны специально для этого релиза, а остальные четыре — акустические версии уже существующих песен Bad Religion. В релиз также вошёл DVD с часовым концертом, музыкальными клипами и закулисными съёмками.

### 30 Years LiveиThe Dissent of Man(2009—2010 гг.)
В июне 2008 года Джей Бентли сказал в интервью на Pinkpop Festival в Ландграафе, Нидерланды, что Гуревич уже начал писать новый материал для следующего альбома Bad Religion. Он заявил, что группа планирует вернуться в студию, чтобы начать работу над продолжением New Maps of Hell, выход которого запланирован на июнь 2009 года, после того как Граффин закончит преподавать в Калифорнийском университете в Лос-Анджелесе. Однако, согласно отчёту, опубликованному в декабре 2008 года на фан-сайте The Bad Religion Page, Бентли сообщил, что из-за предстоящих гастролей Bad Religion в 2009 году у группы не будет возможности записать новый альбом до конца года, а релиз ожидается в 2010 году.
В августе 2009 года гитарист Бретт Гуревич отправил на фан-сайт электронное письмо, в котором сообщил, что пишет новый материал для следующего альбома Bad Religion.
В декабре 2009 года Бентли сообщил на фан-сайте, что группа планирует приступить к записи нового альбома 26 апреля 2010 года. Он заявил, что уже написано несколько песен для альбома и что «кажется, что работа над песнями набирает обороты. Бейкер сказал, что собирается поехать к Граффину, а мы с Бруксом собираемся сделать несколько демоверсий с Бреттом, так что у нас есть неплохой задел». Согласно сообщению Бретта в Twitter, Bad Religion планирует выпустить новый альбом осенью. В январе 2010 года Бентли сообщил, что Bad Religion будут записывать свой новый альбом в студии в Пасадене, штат Калифорния, с Джо Баррези, который был звукоринженером альбома 2004 года The Empire Strikes First и продюсировал его продолжение 2007 года New Maps of Hell. Несмотря на заявление Бентли о том, что запись начнётся в апреле, он отметил, что запись начнётся 1 мая.
В марте и апреле 2010 года, в честь своего 30-летия, группа Bad Religion отправилась в турне по клубам House of Blues в Южной Калифорнии и Неваде, отыграв 30 концертов за 30 ночей и каждый раз исполняя по 30 песен. На концерте в клубе House of Blues в Анахайме, штат Калифорния, 17 марта 2010 года группа представила новую песню «Resist-Stance» из своего грядущего альбома. Одновременно с туром группа Bad Religion анонсировала концертный альбом под названием 30 Years Live, который можно было бесплатно скачать тем, кто подписался на рассылку на сайте Bad Religion. Альбом состоит из песен, записанных во время тура House of Blues. В него также вошли несколько новых песен с их 15-го студийного альбома, выпущенного до выхода нового альбома. Альбом 30 Years Live был сведён Майком Фрейзером и выпущен 18 мая 2010 года.
1 мая 2010 года Бретт опубликовал в своём Twitter сообщение: «Устроили мне прощальную вечеринку перед отъездом в студию, и все мои друзья были со мной сегодня вечером — спасибо всем, я люблю вас, ребята». Это повышает вероятность того, что новый альбом группы будет записан в первую неделю мая. 12 мая 2010 года (в день, когда Бретту исполнилось 48 лет) басист Джей Бентли опубликовал на их странице в Facebook пост о процессе записи альбома: «Первая неделя записи в студии Джо, и Брукс получает медаль за суперраскачку. Брайан закончил 14 основных треков… осталось ещё пару. Вчера поздно вечером я начал получать хорошие басовые звуки, и печень снова победила в перестрелке. Бретт играет поздние треки в свой день рождения, чтобы как-то это отпраздновать! С днём рождения, БГ! Цитата дня: БГ „какой процент звука исходит от змеиной кожи?“. Ха-ха… сегодня мы работаем над названиями альбомов и идеями для них. Всё сходится. Джо говорит, что „кит-кат“ со вкусом кукурузы — это отвратительно, но с васаби — очень вкусно… возвращайтесь к работе. Работайте, работайте, работайте. Скоро пришлю фотографии».
В июне 2010 года на фан-сайте появилась информация о том, что новый альбом выйдет 28 сентября 2010 года. Джей (известный на странице Bad Religion как jabberwock) упомянул на форуме сайта, что Bad Religion закончили запись нового альбома и занимаются его сведением. В интервью на рок-фестивале Azkena 26 июня 2010 года участники группы объявили, что новый альбом будет называться The Dissent of Man. Альбом The Dissent of Man был выпущен 28 сентября 2010 года. Альбом дебютировал на 35-м месте в чарте Billboard 200 и на 6-м месте в чарте Billboard Independent Albums. 30 августа 2010 года на странице Bad Religion в MySpace была опубликована альбомная версия песни «The Resist Stance». Песня также была доступна для прослушивания на странице за неделю до выхода альбома. В течение 2011 года группа гастролировала в поддержку альбома.
18 октября 2010 года Bad Religion выпустили виниловый бокс-сет со всеми своими альбомами, тираж которого был ограничен 3000 экземплярами, включая альбом 1983 года Into the Unknown, который не переиздавался более 25 лет.

### True North(2011—2013 гг.)
В апреле 2011 года в интервью The Washington Examiner гитариста Брайана Бейкера спросили, собирается ли Bad Religion выпустить ещё один альбом после The Dissent of Man. Его ответ был таков: «Всё это очень панковское отношение, как и всегда. Мы запишем альбом, когда у нас будет достаточно песен. Для нас это просто происходит само собой». Во время концерта в Бостоне 29 апреля 2011 года фронтмен Грег Граффин сказал: «После этого года вы, скорее всего, нас больше не увидите. Мы собираемся выпустить ещё один альбом, а потом все пойдём служить на флот, займёмся честным трудом», намекая на возможный распад группы или перерыв в её деятельности. Басист Джей Бентли упомянул о возвращении в студию в начале 2012 года в интервью на фестивале BFD Live 105, который состоялся на следующий день после The Weenie Roast. В феврале 2012 года стало известно, что Бретт написал две песни для альбома.
25 июня 2011 года Bad Religion отыграли концертный сет для «Guitar Center Sessions» на DirecTV. Эпизод включал в себя интервью с ведущим программы Ником Харкортом.
Согласно интервью с гитаристом Pennywise Флетчером Дрэджем, которое он дал в мае 2012 года, Бретт работает над «быстрым» альбомом Bad Religion. Он также сказал, что новый на тот момент альбом Pennywise All or Nothing вдохновил Бретта на создание продолжения альбома группы 1989 года No Control.
4 июня 2012 года Джей Бентли сообщил на фан-сайте Bad Religion «The Bad Religion Page», что запись нового альбома должна начаться в июле или августе. Он также заявил, что продюсерами будут Бретт и Джо Баррези. 23 июля группа опубликовала на странице Bad Religion в Facebook фотографию всех участников (кроме Грега Хетсона, который делал снимок) в студии с подписью «И снова мы здесь», что означало начало работы над их шестнадцатым студийным альбомом. 22 августа Бретт Гуревич написал в Twitter, что они сводят альбом, а месяц спустя он же написал в Twitter, что группа заканчивает работу над ним. Грег Граффин позже заявил, что альбом должен был выйти к Рождеству. «Fuck You» стала ведущим синглом альбома и была выпущена на iTunes 6 ноября, в день 48-летия Грега Граффина.
5 ноября 2012 года (в «День Bad Religion») было объявлено, что шестнадцатый студийный альбом Bad Religion True North выйдет 22 января 2013 года. В тот же день состоялась премьера нового сингла «Fuck You». True North получил в основном положительные отзывы и занял 18-е место в чарте Billboard 200, став первым альбомом Bad Religion в топ-20 и достигнув самой высокой позиции в этом чарте за всю 34-летнюю карьеру группы.

### Уход Хетсона и Вакермана иChristmas Songs(2013—2017 гг.)
В середине апреля — мае 2013 года Bad Religion отыграли несколько концертов вчетвером (без Грега Хетсона и Бретта Гуревича), начиная с выступления на «That Damn Show» в Месе, штат Аризона, 20 апреля, и включая несколько громких концертов, таких как Groezrock в Бельгии. Это заставило фанатов задуматься о том, продолжит ли Грег Хетсон выступать с группой.
7 мая 2013 года Джей Бентли опубликовал на фан-сайте заявление, в котором говорилось следующее: «Грег Хетсон занимается решением некоторых личных проблем. Если он захочет сделать заявление, мы его поддержим. Если он решит этого не делать, мы его поддержим. Майк Димкич действительно помогает нам сейчас, и мы искренне ему благодарны. Сейчас мы просто смотрим в будущее и готовимся к выступлениям» . Причиной, по которой Хетсон не гастролировал с Bad Religion, скорее всего, был развод с его второй женой Алией. 11 января 2014 года Бентли подтвердил на сайте thebrpage.net, что Димкич стал постоянным участником группы. Через несколько дней на официальном сайте Download Festival была опубликована фотография нового состава (без Бретта Гуревича).
Позже, в 2022 году, Хетсон появился в подкасте Фэт Майка «Fat Mic» и заявил, что его уволили из-за признанной зависимости от обезболивающих и поведения, вызванного этой зависимостью.
10 сентября 2013 года было объявлено, что Bad Religion выпустят свой первый рождественский альбом под названием Christmas Songs 29 октября 2013 года. Это был их первый альбом без Грега Хетсона с 1983 года, когда вышел Into the Unknown.
В интервью в ноябре 2013 года гитарист Бретт Гуревич заявил, что Bad Religion начнут работу над своим семнадцатым студийным альбомом в 2014 году, а гитарист Брайан Бейкер сказал, что надеется, что Bad Religion начнут записывать альбом осенью 2015 года. Однако в интервью в сентябре 2015 года фронтмен Грег Граффин заявил, что работает над своим первым сольным альбомом с 2006 года, когда вышел Cold as the Clay, и что группа приступит к написанию нового альбома после выхода его третьего сольного альбома Millport, так что новый альбом Bad Religion выйдет не раньше конца 2016 года. Однако Бейкер сказал, что новый альбом выйдет не раньше 2017 года. В интервью, которое он дал в марте 2017 года, отвечая на вопрос о продолжении True North, Граффин сказал: «Одна из самых сложных задач для артиста — сохранить традиции своего творчества. Это непросто. Обычно Bad Religion требуется два года, чтобы выпустить альбом. Почему нам потребовалось четыре года, чтобы выпустить альбом после True North? Что ж, True North был таким замечательным альбомом — и мы в долгу перед нашими поклонниками за то, что они восприняли его как замечательный альбом, — что для создания следующего альбома потребуется гораздо больше усилий». Альбом Millport был выпущен 10 марта 2017 года.
С июля по сентябрь 2014 года Bad Religion гастролировали в рамках Summer Nationals Tour вместе с группой Pennywise; на некоторых концертах их поддерживали бывшие коллеги по лейблу The Offspring, The Vandals, Stiff Little Fingers и Naked Raygun.
27 октября 2015 года барабанщик Брукс Вакерман официально покинул группу, чтобы заняться другими проектами, а через неделю присоединился к Avenged Sevenfold. Его заменил Джейми Миллер (…And You Will Know Us by the Trail of Dead, Souls at Zero и Snot).

### Age of Unreasonи последующий альбом (2018 — настоящее время)
14 февраля 2018 года вокалист Грег Граффин опубликовал в Twitter фотографию, на которой он запечатлён с гитаристом Бреттом Гуревичем в студии, и написал: «Новые песни в разработке». Это означало, что они работают над семнадцатым студийным альбомом Bad Religion. Слухи об альбоме вновь появились в апреле того же года, когда Гуревич и гитарист Брайан Бейкер опубликовали фотографии из студии в своих аккаунтах в Instagram. 20 июня 2018 года группа выпустила песню «The Kids Are Alt-Right» — свой первый сингл за пять лет.
Несмотря на более ранние сообщения о том, что они работали в студии с февраля до середины 2018 года, а также на тот факт, что они уже выпустили новую песню, в июле 2018 года Гуревич сказал Los Angeles Times: «Мы пишем новый альбом, запись начнётся этой осенью или в конце лета. Дата выхода пока не объявлена, но довольно скоро у нас будет целый альбом песен с лозунгом „Нахуй Трампа“. Это именно то, что нам нужно». 26 февраля 2019 года группа Bad Religion объявила, что их семнадцатый студийный альбом будет называться Age of Unreason. Он вышел 3 мая, и тогда же состоялась премьера заглавного сингла «Chaos from Within».
18 августа 2020 года издательство Hachette Books выпустило автобиографию «Do What You Want: The Story of Bad Religion», в которой рассказывается о 40-летней карьере группы.
Примерно через четыре месяца после выхода Age of Unreason гитариста Брайана Бейкера спросили, работает ли Bad Religion над следующим альбомом. Он ответил: «Нет, я сейчас не думаю о новом альбоме, потому что работа над этим альбомом ещё не завершена и нам ещё многое предстоит. 2020 год будет для нас насыщенным, ведь мы отмечаем 40-летие. В конце года выйдет наша книга — это будет наша первая официальная биография Bad Religion, в создании которой мы примем участие. Так что нам ещё многое предстоит сделать с этим альбомом. Преимущество Bad Religion в том, что вам не нужно выпускать новый продукт, чтобы работать. Наш каталог настолько обширен, и нам так повезло с нашей фан-базой. Поэтому мы не беспокоимся о новом цикле альбомов, они просто выходят, когда выходят. На следующий альбом может уйти четыре или пять лет, а может и два, я не знаю. Главное, чтобы песни соответствовали стандартам Bad Religion. Но пока нам предстоит зажигать в Бразилии». Когда в августе 2019 года его спросили о будущем группы, Бентли ответил: «Всё, что я знаю обо всём, я узнал, будучи в этой группе, и из разговоров, которые мы вели часами напролёт, пока ехали в фургоне. Мы просто ребята, которые не перестают задаваться вопросом „почему?“. Мы такие, какие есть, в Bad Religion. Мы — панк-группа для думающих людей, и это удерживает нас от мейнстрима. Мы пишем умные песни, и это делает нас глупыми». В интервью Entertainment Weekly в августе 2020 года Граффин сказал: «Мы работаем над музыкой, находясь на социальной дистанции друг от друга; у каждого из нас есть домашняя студия звукозаписи. Я всегда пишу музыку в акустическом формате». В ноябре 2022 года Бейкер подтвердил, что Гуревич «начинает вспоминать, как писать музыку», и выразил надежду, что следующий альбом группы будет записан в 2023 году.
29 апреля 2020 года Bad Religion объявили в своих социальных сетях, что из-за пандемии COVID-19 им пришлось отменить все запланированные на этот год концерты, в том числе совместный тур по США с Alkaline Trio. Таким образом, 2020 год стал первым годом с момента основания группы в 1980 году, когда она не отыграла хотя бы один концерт. Впоследствии они также перенесли даты своих южноамериканских и европейских туров с Suicidal Tendencies, Millencolin и Pulley на 2022 год (первоначально они были запланированы на май и июнь 2021 года) — снова из-за пандемии COVID. Они также перенесли свой тур по Северной Америке с Alkaline Trio, который должен был состояться осенью 2021 года.
В октябре 2020 года группа Bad Religion выпустила на стриминговых платформах новую песню «What Are We Standing For», которая была записана во время работы над альбомом Age of Unreason.
20 января 2021 года Bad Religion выпустила ранее не издававшуюся песню «Emancipation of the Mind», которая была записана во время работы над альбомом Age of Unreason. Выход песни совпал с инаугурацией Джо Байдена, и в ней было больше обнадёживающих мотивов по сравнению с другими песнями, которые они написали, но при этом она была направлена против трампизма.
По состоянию на февраль 2025 года группа Bad Religion находится в студии, чтобы записать следующий альбом после Age of Unreason.

## Стиль и влияния
Bad Religion можно охарактеризовать как мелодик-хардкор, панк-рок, скейт-панк, и хардкор-панк. Основное влияние на группу оказали панк-группы конца 1970-х, такие как Ramones, The Germs, Sex Pistols и The Clash, а также американские хардкор-группы начала 1980-х, такие как Black Flag, Minor Threat и Circle Jerks. В отличие от многих других хардкор-групп того времени, они также отдавали должное таким протопанк-группам, как New York Dolls, MC5 и The Stooges. Что ещё более необычно для группы, которая их породила, они также вдохновлялись такими новыми исполнителями, как Элвис Костелло, The Jam и Ник Лоу, а также такими авторами, как Джек Керуак. The Beatles также оказали огромное влияние на Bad Religion. Участники группы говорили, что The Beatles были чуть ли не единственной группой, которая нравилась всем в Bad Religion.
Рецензенты неоднократно отмечали оптимистичный и позитивный тон как в мелодии, так и в текстах группы, даже когда речь шла о мрачных темах.
Грег Граффин назвал исполнителей, оказавших на него влияние: «Рок-композиции с попсовым звучанием, которые не обязательно были коммерческими». Бретт Гуревич признаёт, что в начале своего творческого пути Bad Religion пытались подражать вокалисту The Germs Дарби Крэшу: «Он писал умные вещи и не стеснялся в выражениях, что, на мой взгляд, было круто». Помимо использования необычно сложной для панк-группы лексики, Bad Religion также известны тем, что часто используют вокальные гармонии. Они переняли у Adolescents манеру использования трёхголосных гармоний. Басист Джей Бентли сказал: «Выступление Adolescents было просто потрясающим. Так что в каком-то смысле Adolescents вдохновили нас на то, чтобы сказать: „Мы тоже можем это сделать, потому что они это делают“».

## Наследие
Bad Religion оказали влияние на многие группы, в том числе на Rise Against, AFI, Parkway Drive, NOFX I Am the Avalanche и Miss Vincent. Вокалист Funeral for a Friend Мэтт Дэвис-Край также упоминал Bad Religion как группу, оказавшую на него влияние, особенно в плане их альбома Against the Grain.

## Взгляды и убеждения

### Политика
Многие песни Bad Religion посвящены различным социальным проблемам, хотя авторы стараются не приписывать их возникновение какому-то конкретному человеку или группе. Грег Граффин считает, что из-за текущей политической ситуации в США может быть сложно высказывать эти опасения, поскольку он не хочет способствовать поляризации мнений.
Группа написала песню для серии Rock Against Bush, организованной Фэт Майком Punkvoter — группой политических активистов и веб-сайтом, сторонниками которого являются в основном леволиберальные представители панк-субкультуры.
Бретт Гуревич назвал свою злость на бывшего президента США Джорджа Буша-младшего главным источником вдохновения для The Empire Strikes First: «Весь наш альбом посвящён тому, чтобы отстранить Буша от должности. Я не специалист по президентам, но не думаю, что в истории Соединённых Штатов был президент хуже, чем он. Он, наверное, один из худших лидеров в истории мировых лидеров. Я просто ненавижу этого парня». Точно так же альбом Age of Unreason был вдохновлён презрением группы к Дональду Трампу.
30 апреля 1993 года группа Bad Religion выступила на благотворительном концерте в поддержку права на аборт Rock for Choice в Голливуд Палладиум, организованном L7, вместе с такими группами, как Stone Temple Pilots, White Zombie, Bikini Kill, King Missile и Free Kitten с Ким Гордон. Хетсон часто надевал футболку с надписью Rock for Choice во время выступлений, как, например, во время исполнения песни «21st Century (Digital Boy)» на шоу Late Night с Конаном О’Брайеном в 1994 году. Бентли также носил футболки с надписью Rock for Choice, например, во время выступления на фестивале Phoenix в Великобритании в 1993 году. Песня группы «Operation Rescue» из альбома Against the Grain посвящена праву на аборт (названа в честь организации по борьбе с абортами Operation Rescue).

### Религия
Вера в своего партнёра, в своих собратьев, в своих друзей очень важна, потому что без неё в ваших отношениях не будет взаимности, а отношения важны. Таким образом, вера играет важную роль, но не стоит верить людям, которых вы не знаете, религиозным или политическим лидерам или даже людям на сцене, популярным в обществе. Вам следует прислушиваться к тому, что они говорят, и использовать это.— Грег Граффин
Несмотря на название группы или её логотип, участники не считают себя антирелигиозными активистами. Вокалист Грег Граффин утверждает, что чаще всего группа использует религию как метафору для обозначения всего, что не позволяет человеку свободно мыслить или выражать себя так, как он хочет. Таким образом, их песни скорее о неприятии конформизма, чем об антирелигиозности. Вопреки распространённому мнению, Граффин считает себя натуралистом, а не атеистом: 

Журнал Wired опубликовал большое разоблачительное интервью с «новыми атеистами» . Я дал для него интервью, но, по-моему, меня упомянули вскользь, а не в качестве главной фигуры, и, думаю, главная причина в том, что они заметили, что мне не очень нравится называть себя атеистом. Для меня это ничего не значит; это ничего не говорит о вас. Вместо этого я называю себя натуралистом, и, по-моему, это говорит о многом. Потому что натуралист — это тот, кто… во-первых, они изучают естественные науки, и у них есть обнадёживающая идея, которую, как мне кажется, они хотят донести до мира, а именно… мы можем прийти к единому мнению о том, что такое истина… и она должна быть подтверждена экспериментами, проверками и новыми открытиями, за которыми последуют новые проверки. Так что… Если мы можем прийти к согласию по этим вопросам, то мы можем прийти к согласию и в том, что истина меняется в зависимости от новых открытий, а структура науки такова, что вы никогда не можете быть в чём-то абсолютно уверены, потому что новое открытие может изменить систему — оно может перестроить систему вашей науки, и вам придётся взглянуть на мир по-другому. Это делает науку очень динамичной и увлекательной. И если вы говорите, что вы атеист, это мало что говорит о том, как вы пришли к такому выводу. Но если вы говорите, что вы натуралист, я думаю, это о чём-то говорит. Вы пришли к этому, потому что изучали естественные науки, потому что вы верите, что существует фундаментальный способ смотреть на мир, который является частью давней традиции. Поэтому я предпочитаю называть вас натуралистом.— Грег Граффин
Несмотря на это, он стал соавтором книги «Является ли вера в Бога чем-то хорошим, плохим или не имеющим значения?», которая основана на серии продолжительных дискуссий о науке и религии между Граффином и историком Престоном Джонсом. В 2010 году Граффин выпустил книгу «Эволюция анархии», в которой он продвигает своё натуралистическое мировоззрение.
Басист группы Джей Бентли заявил, что у него есть духовные убеждения. Бретт Гуревич — «временный деист».
24 марта 2012 года группа Bad Religion выступила хедлайнером на митинге Reason Rally в Вашингтоне, округ Колумбия, разделив сцену с Эдди Иззардом, Ричардом Докинзом, Тимом Минчином и Джеймсом Рэнди.

## Логотип группы
Логотип Bad Religion — чёрный латинский крест с красным знаком «запрещено» над ним — фанаты называют «Кроссбастером» (англ. The Crossbuster). Его создал гитарист Бретт Гуревич, который нарисовал его на листе бумаги и показал остальным участникам группы.
В документальном фильме о концертах «Along the Way» Грегу Хетсону, Грегу Граффину и Джею Бентли задали вопрос: «Что означает символ Bad Religion?».
Ответ Хетсона

Смысл символа? Для меня это просто протест против любых установленных правил, и церковь показалась мне самой лёгкой мишенью. У неё есть… знаете, у христианской религии есть этот символ, есть набор убеждений. Они говорят: «Ты либо веришь в это, либо нет, так оно и есть», но мир устроен не так. Так что это была просто лёгкая мишень для протеста против истеблишмента.
Ответ Граффина

Да. Когда он только вышел, он нам всем понравился, понимаешь? Мы были маленькими детьми и думали: «Да, это отличная идея. Она разозлит людей». Знаешь, когда тебе пятнадцать, первое, о чём ты думаешь: «Как бы мне разозлить людей?» Понимаешь? И это очень хорошо… Когда тебе пятнадцать, очень легко вывести людей из себя, особенно родителей и вообще взрослых. Но когда ты становишься немного старше, как стал старше я, то понимаешь, что символ Bad Religion всё ещё имеет какое-то значение, но я бы хотел, чтобы он не был таким оскорбительным для других людей, потому что, я думаю, другие люди могли бы извлечь пользу из заложенных нами идей. Например, сегодня мы воспринимаем его просто как символ… Крест — это своего рода международный символ (показывает на знак «Парковка запрещена» позади себя, прим. авт.), как и этот знак «Парковка запрещена», который… знаком каждому человеку в мире. Крест мы рассматриваем как международный религиозный символ, и он не является антихристианским, антибуддийским, антиеврейским или каким-либо ещё. Он просто показывает… Это наш способ показать, что мы не хотим следовать догмам и придерживаться догматических взглядов на жизнь, а также что религия в целом основана на догмах и ограничении идей, ограничении мышления, и именно это, на мой взгляд, плохо в религии. То же самое можно сказать и о националистических взглядах, это очень плохо… Это то, от чего человечество как группа не выиграет; это то, от чего человечество только… это то, от чего человечество только… Мне жаль, но это то, что будет способствовать насилию, дракам и отказу от сотрудничества между различными группами людей.
Ответ Бентли

Бретт нарисовал это, когда нам было по пятнадцать лет. Бретт достал лист бумаги и сказал: «Посмотрите на это!» Мы все рассмеялись и сказали: «Это действительно смешно», потому что идея взять этот символ и добавить к нему «нет» была просто… Это казалось достаточно шокирующим и в то же время хорошим, потому что это символизировало… иногда люди думали, что это символизирует то, что мы поклоняемся Сатане и не любим Бога, но на самом деле это было скорее против того, что в Америке слишком много евангелизации по телевизору, знаете ли: «Пришлите мне денег, и Бог полюбит вас», и это как (насмешка, прим. авт.). Так что в то время это было очень популярно, когда мы только начинали, и это было одной из тех вещей, которые мы до сих пор ненавидим больше всего, — необходимость платить за спасение в какой-то нелепой… вам это не нужно. Вам никто не говорит, что вы должны платить деньги. Так что это была одна из причин, по которой мы это сделали, и это просто… это одна из тех вещей, которые произошли, и мы смирились с этим и, возможно… Детям было очень легко нарисовать этот символ аэрозольной краской, и его было легко нанести на футболку, так что он стал, возможно, более значимым, чем был на самом деле в начале. Это было просто то, что нам нравилось, и мы думали, что это разозлит наших родителей или что-то в этом роде, понимаете? А потом, когда вышли записи, этот символ стал повсюду, и все начали спрашивать: «Что это значит? Что это значит?» Что бы вы ни хотели, чтобы это значило, знаете… решайте сами.
Брайан Бейкер, присоединившийся к группе на более позднем этапе её существования, подытожил это следующим образом: «Название Bad Religion и логотип в виде креста пришли в голову двум пятнадцатилетним подросткам, которые пытались придумать самое оскорбительное название и изображение для панк-группы, которую они создавали в своём гараже… Эти люди не думали, что 21 год спустя они будут давать интервью по телефону».
Логотип «Кроссбастер» занимает видное место на мерче и обложках альбомов группы.

## Участники группы
| Текущий состав - Грег Граффин — вокал, акустическая гитара, клавишные, пианино (1980 — наши дни) - Бретт Гуревич — бэк-вокал, гитара (1980—1984 гг., 1988—1994 гг., 2001 — наши дни) - Брайан Бейкер — бэк-вокал, гитара (1994 — наши дни) - Майк Димкич — гитара (2013 — наши дни) - Джей Бентли — бэк-вокал, бас-гитара (1980—1982 гг. 1986 — наши дни) - Джейми Миллер — барабаны (2016 — наши дни) | Бывшие участники - Джей Зискраут — барабаны (1980 г.) - Пит Файнстоун — барабаны (1981—1982 гг., 1984—1987 гг., 1988—1991 гг.) - Пол Дедона — бас-гитара (1982—1984 гг.) - Дэви Голдман — барабаны (1982—1984 гг.) - Грег Хетсон — бэк-вокал, гитара (1984—2013 гг.) - Тим Гальегос — бас-гитара (1984—1985 гг.) - Джон Альберт — барабаны (1984—1985 гг.) - Лаки Лерер — барабаны (1987 г.) - Бобби Шайер — барабаны (1991—2001 гг.) - Брукс Вакерман — барабаны (2001—2015 гг.) |

Временная шкала

## Дискография
Студийные альбомы
- How Could Hell Be Any Worse? (1982 г.)
- Into the Unknown (1983 г.)
- Suffer (1988 г.)
- No Control (1989 г.)
- Against the Grain (1990 г.)
- Generator (1992 г.)
- Recipe for Hate (1993 г.)
- Stranger than Fiction (1994 г.)
- The Gray Race (1996 г.)
- No Substance (1998 г.)
- The New America (2000 г.)
- The Process of Belief (2002 г.)
- The Empire Strikes First (2004 г.)
- New Maps of Hell (2007 г.)
- The Dissent of Man (2010 г.)
- True North (2013 г.)
- Age of Unreason (2019 г.)